# Sân vận động Francis Le Basser
Sân vận động Francis Le Basser (tiếng Pháp: Stade Francis Le Basser) là một sân vận động đa năng ở Laval, Pháp. Sân hiện đang được sử dụng chủ yếu cho các trận đấu bóng đá. Đây là sân nhà của Stade Lavallois. Sân vận động có sức chứa 18.739 người.